# Поліщук Тетяна Іванівна
Тетяна Іванівна Поліщук (7 квітня 1961) — сучасна українська, миколаївська художниця-живописець, художниця прикладного мистецтва.

## Біографія
Народилась у Ростові-на-Дону (РРФСР).
В ранньому віці переїхала з батьками до міста Одеса (Україна). Закінчила студію образотворчого мистецтва обласного палацу піонерів ім. Я. Гордієнко.
1982 - закінчила Одеське театрально-художнє училище із червоним дипломом (керівник курсу заслужений художник України, одеський сценограф Зайцев С. М.). 
1986 - переїхала до Миколаєва з родиною: чоловік Анатолій Поліщук (художник сакрального мистецтва), дочка Юлія Поліщук (художник-графік), син Богдан Поліщук (художник-сценограф).

## Творчість
Виставкову діяльність розпочала у віці 14 років з персональної виставки "Сто акварелей" в кінотеатрі "Одесса".
В студентські роки брала активну участь в обласних виставках Спілки художників України (м. Одеса) живописними роботами.
Після переїзду до Миколаєва продовжила брати активну участь в обласних та всеукраїнських художніх виставках Спілки художників України.
1991 - на хвилі національного піденсення захопилася технікою соломоплетіня і почала виставляти паралельно із живописом декоративні скульптури у цій техніці. У цьому ж році вступила у Національну спілку майстрів народного мистецтва України.
У цей час також була членом молодіжної секції Національної спілки художників України.
1995 - спільна із Анатолієм Поліщуком, Юрієм Д`ячуком виставка в Одеському муніципальному музеї приватних колекцій ім. О. В. Блещунова.
1999, 2007 - брала участь у родиних художніх виставках (разом із чоловіком, дочкою та сином) в Миколаївському обласному художньому музеї ім. В. В. Верещагіна.
2001 - участь у родинній художній виставці (разом із чоловіком, дочкою та сином) в Миколаївському академічному українському театрі драми та музичної комедії.
2009 - участь у груповій художній виставці "Рибний день" в галереї "Ірена", м. Київ.
2010 - персональна виставка живопису, в галереї інституту післядипломної педагогічної освіти, м. Миколаїв.
2013 - персональна виставка живопису "Рецепт щастя" в Музеї книги і друкарства України, м. Київ.
2015 - персональна виставка живопису  "Створення Світу" в Музеї Лесі Українки, м. Київ.

2017 - персональна виставка живопису "Код життя" в Миколаївському обласному художньому музеї ім. В. В. Верещагіна.

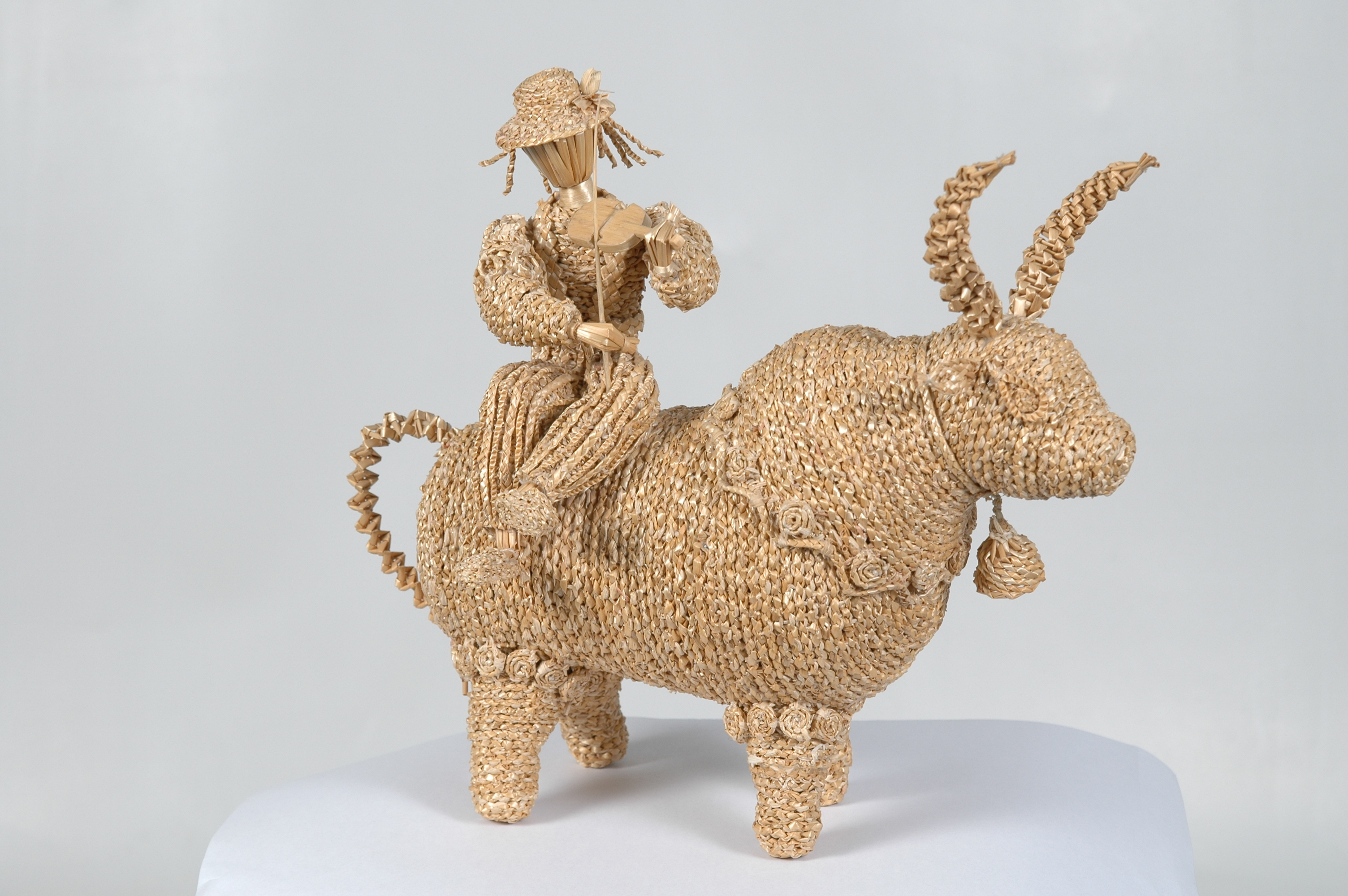
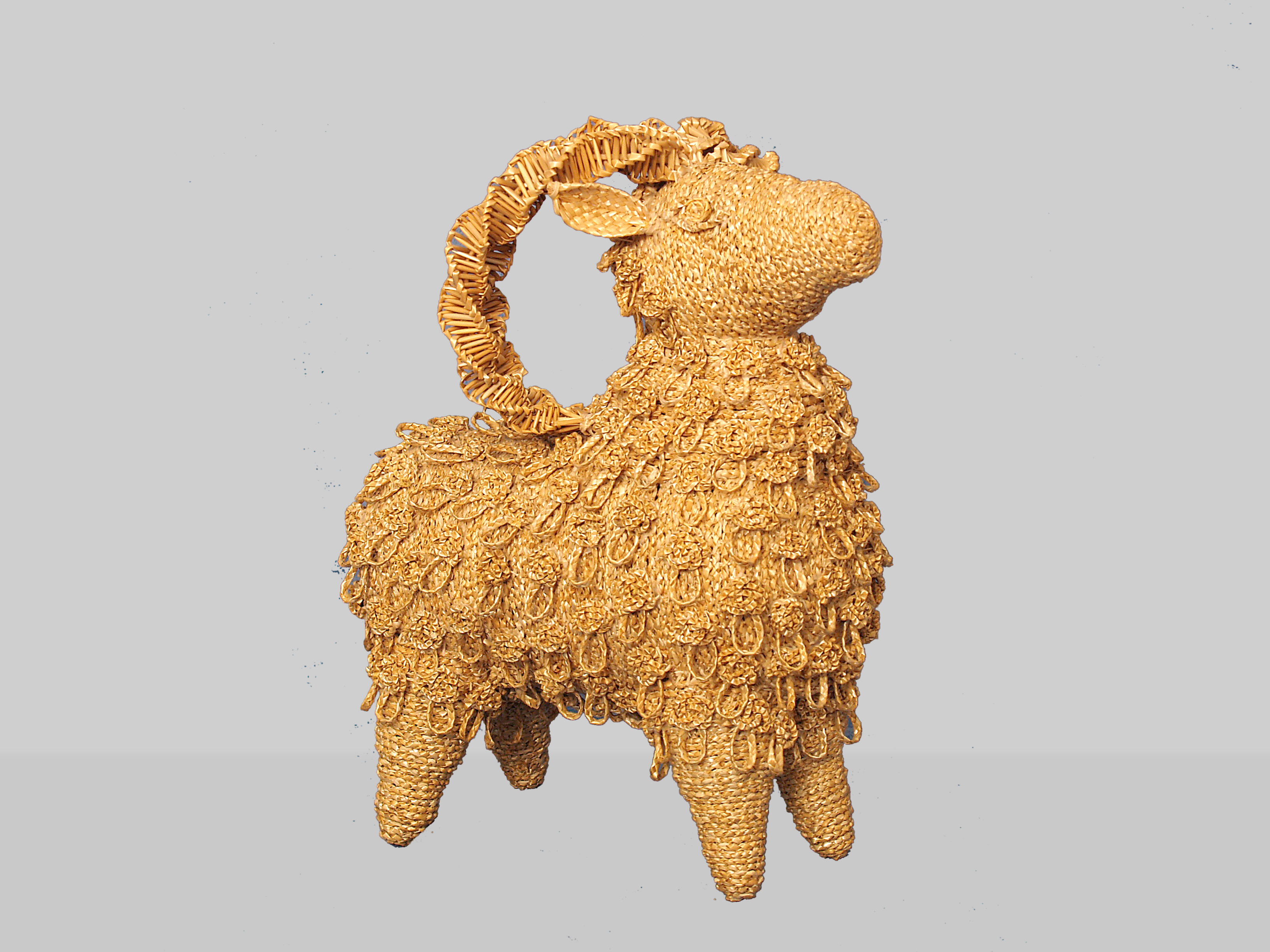
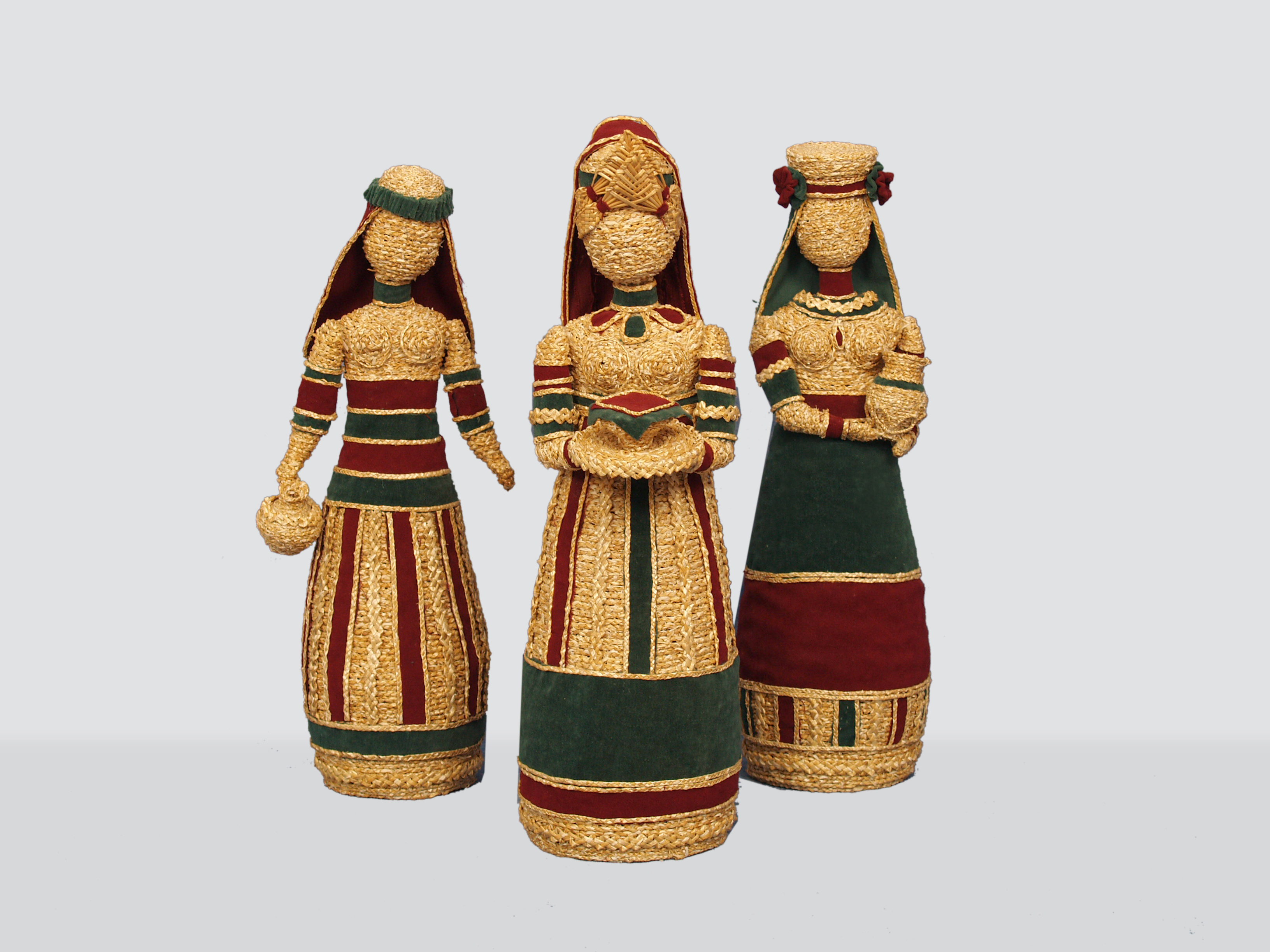
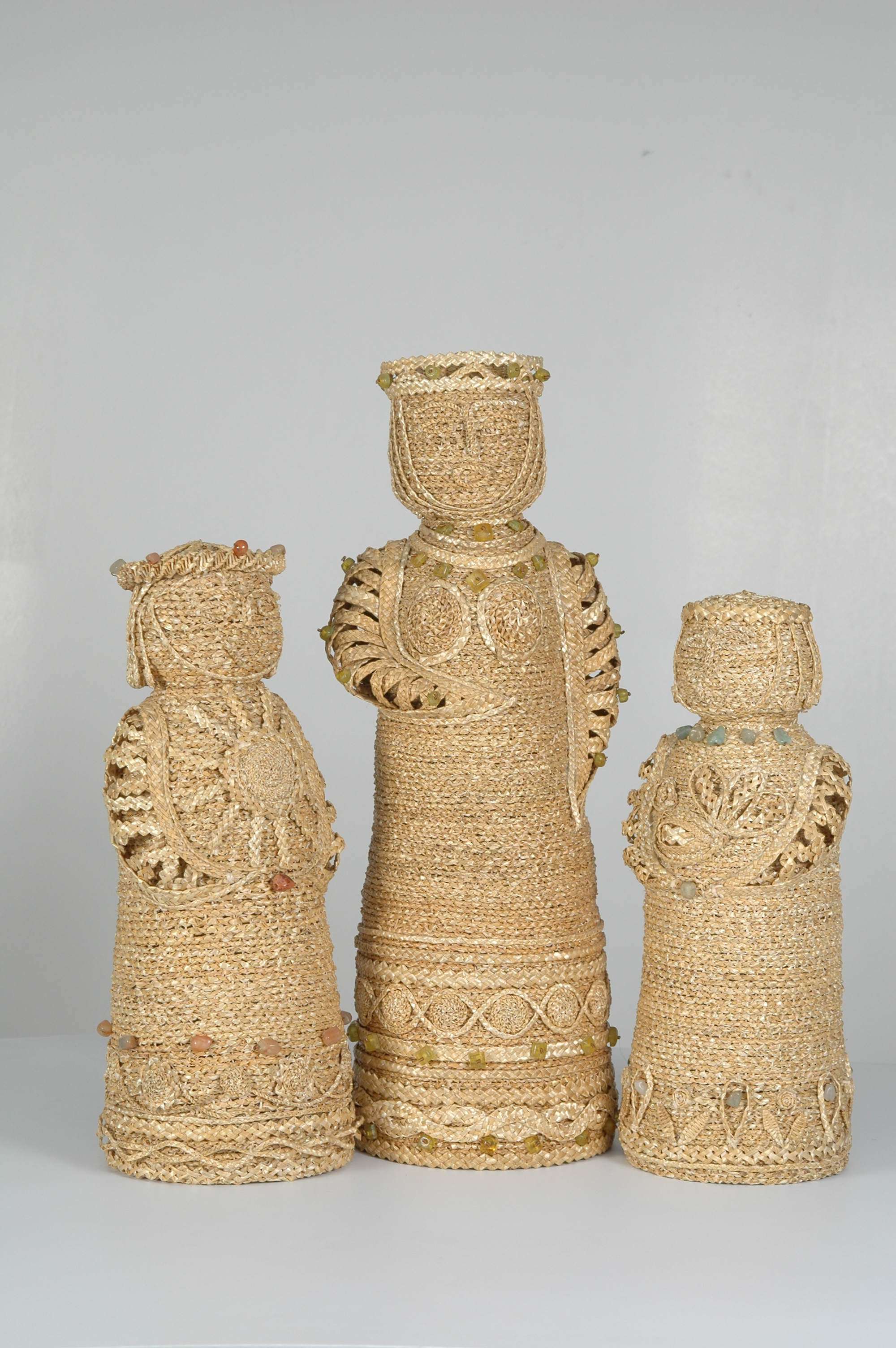

Роботи знаходяться в музеях Миколаєва, Одеси, Києва, в приватних колекціях України та за кордоном.